# Hubert Huber (Politiker)
Hubert Huber (* 12. August 1924 in Weyer, Oberösterreich; † 7. Februar 2012 in Lienz, Tirol) war ein österreichischer Politiker (ÖVP). Er war Abgeordneter zum Nationalrat, Abgeordneter zum Tiroler Landtag und Bürgermeister der Stadt Lienz.

## Leben
Huber besuchte nach der Volksschule die Haupt- und Handelsschule und absolvierte danach eine Verwaltungslehre beim Landratsamt Lienz. Er arbeitete zwischen 1948 und 1949 als Bediensteter der Bezirkshauptmannschaft Lienz und war ab 1949 Beamter der Landwirtschaftlichen Landeslehranstalt Lienz.
Politisch engagierte sich Huber zunächst zwischen 1956 und 1962 als Stadtrat in Lienz und übernahm 1962 das Amt des Bürgermeisters, das er bis 1994 innehatte. Zudem war Huber zwischen 1965 und 1970 Abgeordneter zum Tiroler Landtag und vom 31. März 1970 bis zum 16. Dezember 1986 Abgeordneter zum Nationalrat.